# Domaine de Montalban
Le domaine de Montalban est une propriété située sur la commune de Casseuil, dans le département de la Gironde, en France.

## Localisation
Le domaine se trouve à l'ouest du village, entre l'écart du Pas Saint-Georges (sur la route départementale D1113) et celui du Tucot (au nord du village).

## Historique
L'édifice a été construit au XVIIIe siècle ; les éléments remarquables en sont une terrasse, des communs avec une chapelle, une basse-cour avec ses murs de clôture et une tour d'angle circulaire ainsi que des éléments décoratifs, savoir des papiers peints chinois.
Il est inscrit au titre des monuments historiques  par arrêté du 28 décembre 2010.
La seigneurie de Montalban portait en 1712 le nom de château ou maison noble de Lamothe Montauban. Cette seigneurie avait droit de péage sur la Garonne et droit de sépulture dans l'église de Casseuil. À l'emplacement de cette Mothe féodale protégeant le gué du Pas Saint Georges se trouvait le Palais de Charlemagne appelé la « Villa Cassinogilum ». Ainsi c'est à Montalban que naquit en 778 Louis 1er le Pieux dit le débonnaire (c'est-à-dire de bonne naissance) et qui fut le premier Roi de France ("empereur d'occident") à être sacré à Reims en 816 par le Pape Étienne IV en souvenir du baptême de Clovis. C'est possiblement en souvenir de ce Palais de Charlemagne à Montalban que le hameau jouxtant la demeure s'appelle encore aujourd'hui 'Le Paradis".

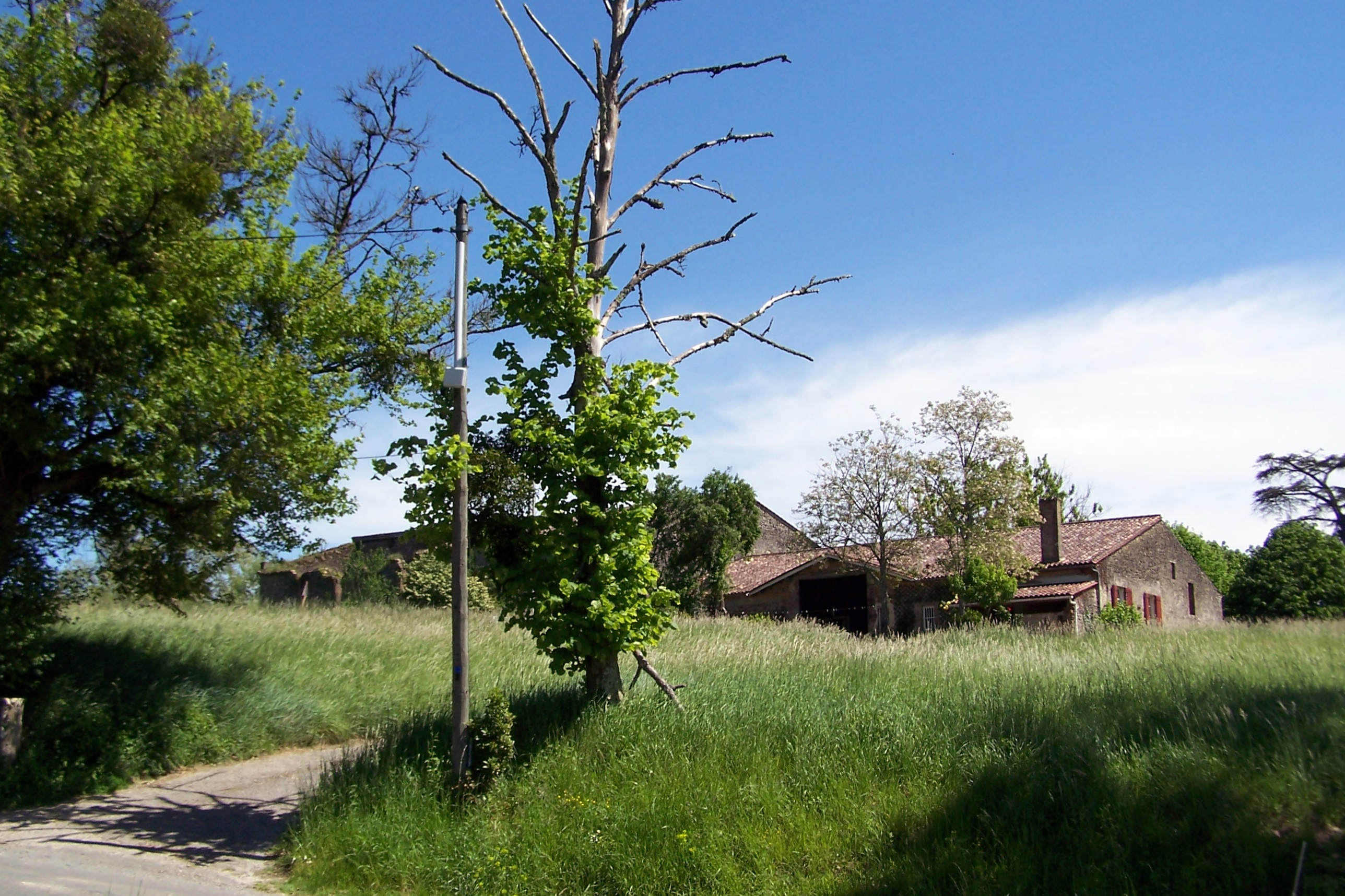
Vue au nord-ouest (2012)